# Стрілецький ланцюжок
Стрілецький ланцюжок — бойове шикування стрілецьких (піхотних) або спішених механізованих підрозділів, яке знайшло широке застосування у сучасній організації наступально-штурмових дій.
В такому бойовому порядку військовослужбовці відділення взводу або роти розташовуються в лінію по фронту з інтервалами від 6 до 8 метрів (8 — 12 кроків).
До переваг ланцюжкового шикування відносять:
- можливість кожного воїна самостійно пристосовуватися до своєї ділянки місцевості,
- хороші умови для створення високої щільності вогню,
- зведення до мінімуму ймовірності поразки атакуючих стрільців у відповідь вогнем противника.